# Праздник стропил
Праздник стропил — праздник в Латвии и Эстонии в честь постройки новых домов.

## Значение праздника и история
Праздник стропил отмечается в то время, когда стадия строительства здания, дома доходит до своей самой высокой точки — завершена несущая конструкция крыши или стропила и закончены все тяжелые работы. Это время, когда хозяева или заказчики дома могут выразить благодарность за проделанную работу не только тем работникам, кто будет продолжать кровельные, отделочные, сантехнические и другие работы, но и тем, кто свою работу на этом объекте уже закончил. В настоящее время нет точной информации о происхождении праздника в Латвии и Эстонии, но фото документы подтверждают, что этой традиции более двухсот лет и отмечают его во многих странах и различных континентах и праздник, его значимость и сам предмет существования является аксиомой для всех, включая работников музеев, преподавателей и администрации университетов и глав правительства.

## Традиции праздника
Когда приходит время, строители вешают венок на самую высокую точку здания, что символизирует, что мастера готовы отчитаться о проделанной работе, убеждены в безопасности здания и дают хозяину знак накрывать праздничные столы. Эти праздничные столы не могут быть накрыты символическими лёгкими закусками, это должны быть основные, сытные блюда, не забывая также и о сладком. Тогда все связанные с созданием этого проекта садятся за общий стол для того, чтобы отметить этот торжественный момент и чествовать мастеров и проектировщиков.
Венок после 10-ти дней необходимо снять и хранить дома как символ безопасности и благословения. Обычно хранят на чердаке или в любом другом месте, но выбрасывать этот венок нельзя.

### Плетение венка
Самые популярные материалы для венков это дубовые ветки с листьями и мята. Плести венок должна хозяйка нового дома. В случае, если хозяйка вовремя его не сделала, а праздник стропил выпадает на зимний или весенний период, то подходят и ветки хвойных деревьев и другие материалы.

### Традиция в наше время

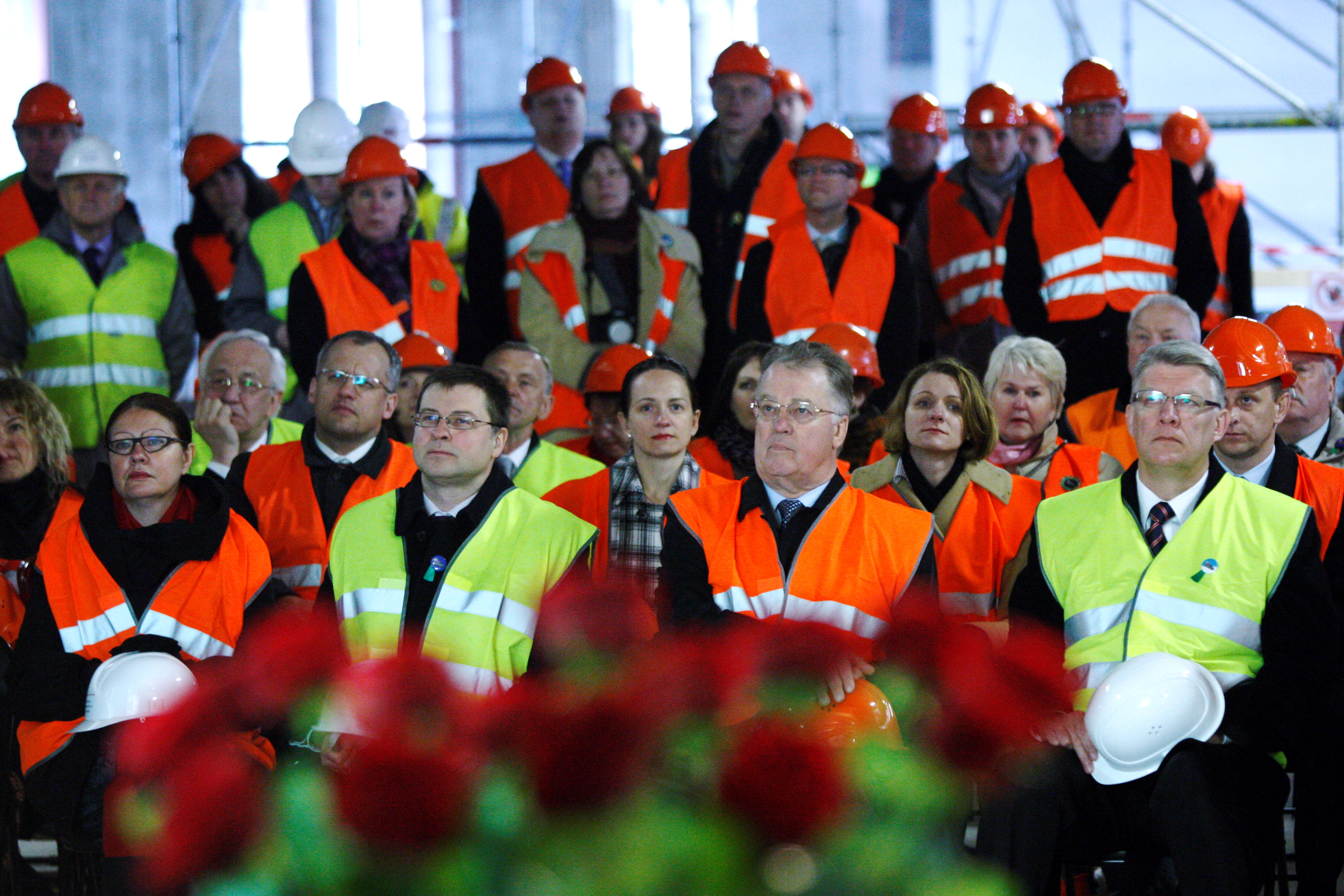
3 мая 2011 года премьер-министр Латвии Валдис Домбровскис участвует в празднике стропил Латвийской Национальной библиотеки.

В наши дни большая часть жителей Латвии и Эстонии, которые живут в городах с многоэтажными домами в повседневной жизни не сталкиваются с этой традицией. В свою очередь для тех, кто строит для себя новый дом и тех, кто связан со строительством дома, этот праздник является одним из основных праздников года.
В отличие от строительства частных домов, праздник стропил на значимых, в масштабах страны объектах, начинаются торжественной церемонией с высокими гостями и общество информируют об этом в средствах массовой информации.

## В искусстве
- Картина латышского художника И. А. Зариньша «У нас уже стропила»[14]